# Brachionycha amurensis
Brachionycha amurensis är en fjärilsart som beskrevs av Max Wilhelm Karl Draudt 1934. Brachionycha amurensis ingår i släktet Brachionycha och familjen nattflyn. Inga underarter finns listade i Catalogue of Life.